# Isa Boletini
Isa Boletini bég (nevének ejtése isa bɔlɛtini; Boletin, 1864. január 15. – Montenegró, Podgorica, 1916. január 23.) albán katonatiszt, politikus. Az albán nemzeti függetlenségi mozgalomban, az 1900-as–1910-es években	Koszovó albán lakta vidékeinek fegyveres harcait irányította saját gerillaserege élén, majd az 1912-ben függetlenné vált albán állam védelmébe állította katonai tapasztalatait, 1913–1914-ben hazájának hadügyminisztere volt. Kortársai a „Koszovó oroszlánja” (albánul luani i Kosovës) tiszteleti névvel ruházták fel.

## Életútja
A Prizreni Liga 1878-as megalakulását követően kapcsolódott be az albánság Porta-ellenes mozgalmába, tizenhét évesen már maga is harcolt a törökök ellen vívott 1881. április 22-ei slivovai csatában. 
1902-ben II. Abdul-Hamid albán testőrségének vezetőjévé nevezték ki. Az elkövetkező négy évben hűen szolgálta a szultánt Konstantinápolyban, érdemei elismeréseként bégi címet is kapott. 1908-ban a szultánnak hátat fordítva csatlakozott az ifjútörök mozgalomhoz. Amikor azonban Djavid (vagy Xhavit) pasa 1908 novemberében egy hétezer fős sereget vezetett Koszovóba, a helyi albánok megrendszabályozására és az adók begyűjtésére, Boletini néhány hű katonatársával megszökött Konstantinápolyból és törzsi vezetőként csatlakozott az albán ellenálláshoz. Harcostársaitól eltérően Boletini politikai célja nem az albánok függetlenségének akár fegyveres kivívása, hanem az ifjútörök forradalom előtti politikai berendezkedés visszaállítása és az Oszmán Birodalmon belüli albán autonómia megteremtése volt. 1909 májusában Bajram Curri mellett már ő irányította a felkelők csapatmozgásait, főként Pristina és Prizren vidékén. Fontos szerepet játszott az 1910 tavaszán kitört felkelésben is, amikor májusban két napon keresztül sikeresen tartotta fel a török sereget Ferizaj és Prizren között, a Caraleva-hegynél. 1912 májusában újra fegyvert fogtak a koszovói és Shkodra vidéki albánok a török fennhatóság ellen, amiben Boletini ismét vezető szerepet vállalt. Miután 1912 júliusában Ahmed Muhtar pasa került a nagyvezíri posztra, küldöttséget menesztett Prishtinába, hogy a fegyverletételről tárgyaljanak az albánság képviselőivel, Hasan Prishtinával és Isa Boletinivel. Az albán vezetők a béke helyett július 27-én ultimátumot intéztek Konstantinápolyhoz, amelyben a parlament azonnal feloszlatását, új választások kiírását és egy albán autonóm terület kialakítását követelték, és amelyet a 30-ai prishtinai albán népgyűlés is megerősített. Miután vonakodtak kéréseiket teljesíteni, augusztus 12-én Boletini vezetése alatt egyesültek az irreguláris albán csapatok, mintegy 30 ezres haderőt képviselve, és megindultak a Koszovói vilajet székhelye, Üszküp bevételére. A várost ellenállás nélkül elfoglalták Boletini katonái, a törökök azonban csakhamar az észak-albániai hegyekbe szorították vissza őket. Augusztus 18-án végül a török kormány részben elfogadta az albánok követeléseit, s ha nem is autonómiát, de széles politikai, gazdasági és kulturális önrendelkezési jogokat biztosított számukra. Boletini és más törzsi vezetők ezt követően időlegesen letették a fegyvert.
Az első Balkán-háború során, 1912. október 18-a után Boletini az albán lakta területeket invázióval fenyegető szerbek és montenegróiak ellen harcolt gerillaserege élén. Albánia függetlenségének 1912. november 28-ai kikiáltását követően – a történelmi eseményen maga Boletini is jelen volt Vlorában – az Ismail Qemali vezette ideiglenes kormány szolgálatába állította katonai tapasztalatait és Riza Gjakovával közösen irányított az új állam milíciáját. Boletini egyrészt – mint visszaemlékezéseiből kiderül – hősként tekintett Qemalira, másrészt abban is bízott, hogy az új albán államot vezető Qemali-kormány az ő segítségével megerősödhet annyira, hogy Koszovó felszabadítását is elérje. Qemalihoz mindvégig hű maradt, részt vett annak 1913. tavaszi európai diplomáciai körútján (Róma, Bécs, London). A küldöttség nagy érdeklődést váltott ki az európai nagyvárosokban, különösen a hagyományos albán öltözetétől, övbe tűzött revolvereitől és tőreitől soha meg nem váló Boletini, aki „albániai Robin Hood”-ként lett időlegesen ismert a nyugati sajtóban mint különféle anekdoták főszereplője.
1913. augusztus 13-án Boletini elfoglalta a szerbek által megszállva tartott Dibra városát. A források szerint ekkor már a Qemali-kormány hadügyminisztere volt, de nem tudni, pontosan mikor nevezték ki a posztra. Szeptemberben koszovói harcosaival betört Macedónia albán lakta, korábban szintén a szerbek által elfoglalt területeire, és sikeresen fellázította a helyi muszlim lakosság nagy részét. Az így többezresre duzzadt Boletini-alakulatok Dibra környékén megverték a szerb csapatokat. A szerb hadi vezetés komolyan vette a fenyegetést, 150 ezres sereget küldtek Boletini albánjai ellen, s szeptember végéig Albánia területére verték vissza őket. Az Osztrák–Magyar Monarchia diplomáciai beavatkozása vette elejét annak, hogy a szerbek bevonuljanak Albániába és újra elfoglalják az ország északi részét. Qemali kormányának feloszlását követően, 1914-ben Boletini az ország uralkodójának megtett Vilmos fejedelem testőri védelmét látta el. A herceg 1914. szeptemberi bukását követően Boletini családjával együtt Montenegróba távozott, s Podgoricában gyakorlatilag hatósági felügyelet alatt élt. A fáma szerint egy kiprovokált lövöldözésben vesztette életét, de a halálos lövés előtt még nyolc montenegrói férfi életét oltotta ki pisztolyával.
A Mitrovica melletti Boletinban háza és sírja ma is látogatható.